# Eure Yáñez
Pour les articles homonymes, voir Yáñez.
 (décembre 2022).
Si vous disposez d'ouvrages ou d'articles de référence ou si vous connaissez des sites web de qualité traitant du thème abordé ici, merci de compléter l'article en donnant les références utiles à sa vérifiabilité et en les liant à la section « Notes et références ».
Eure Javier Yáñez Ruiz est un athlète vénézuélien, spécialiste du saut en hauteur né le 20 juin 1993 à San José de Barlovento.

## Carrière
Son record personnel, également record national, de 2,27 m, a été franchi à São Paulo en mai 2014. Il remporte la médaille d'argent à égalité de barre avec le vainqueur lors des Jeux d'Amérique centrale et des Caraïbes de 2014 au Mexique.
Il a franchi les 2,25 m le 27 février 2015 à Barquisimeto, hauteur qu'il égale le 17 mai de la même année à Montgeron. Il remporte le titre lors des Championnats ibéro-américains 2016 à Rio, en franchissant 2,26 m.
Le 23 juin 2017, il remporte les Championnats d'Amérique du Sud et porte son record personnel et national d'abord à 2,28 m, puis à 2,31 m. C'est le premier Vénézuélien à remporter le titre sud-américain du saut en hauteur.

## Palmarès
| Date | Compétition                              | Lieu                 | Résultat           | Marque |
| ---- | ---------------------------------------- | -------------------- | ------------------ | ------ |
| 2012 | Championnats ibéro-américains            | Barquisimeto         | 9e                 | 2,11 m |
| 2013 | Championnats d'Amérique du Sud           | Carthagène des Indes | 4e                 | 2,19 m |
| 2014 | Jeux sud-américains                      | Santiago             | Médaille d'or      | 2,21 m |
| 2014 | Jeux d'Amérique centrale et des Caraïbes | Xalapa               | Médaille d'argent  | 2,24 m |
| 2015 | Championnats d'Amérique du Sud           | Lima                 | 4e                 | 2,13 m |
| 2015 | Jeux panaméricains                       | Toronto              | 10e                | 2,15 m |
| 2016 | Championnats ibéro-américains            | Rio de Janeiro       | Médaille d'or      | 2,26 m |
| 2017 | Championnats d'Amérique du Sud           | Luque                | Médaille d'or      | 2,31 m |
| 2017 | Jeux bolivariens                         | Santa Marta          | Médaille d'or      | 2,24 m |
| 2018 | Jeux sud-américains                      | Cochabamba           | Médaille d'or      | 2,28 m |
| 2018 | Jeux d'Amérique centrale et des Caraïbes | Barranquilla         | Médaille d'argent  | 2,28 m |
| 2019 | Championnats d'Amérique du Sud           | Lima                 | Médaille de bronze | 2,18 m |
| 2019 | Jeux panaméricains                       | Lima                 | 7e                 | 2,21 m |

## Records
| Épreuve         | Épreuve   | Marque      | Lieu             | Date            |
| --------------- | --------- | ----------- | ---------------- | --------------- |
| Saut en hauteur | Plein air | 2,31 m (NR) | Luque (Paraguay) | 23 juin 2017    |
| Saut en hauteur | En salle  | 2,23 m (NR) | Sabadell         | 13 février 2018 |